# برکه شماره ۳پدز
برکه شماره ۳پدز مربوط به دوره قاجار است و در خور، منطقه پذر، ۲۰۰ متری شمال شرقی حمام پذر واقع شده و این اثر در تاریخ ۱۹ مرداد ۱۳۸۴ با شمارهٔ ثبت ۱۲۷۵۵ به‌عنوان یکی از آثار ملی ایران به ثبت رسیده است.